# Dawn (film 1919)
Dawn è un film muto del 1919 diretto da J. Stuart Blackton.

## Produzione
Il film fu prodotto dalla J. Stuart Blackton Feature Pictures e alcune scene vennero girate nella tenuta di Philip Boileau nei pressi di Douglaston, Long Island.

## Distribuzione
Distribuito dalla Pathé Exchange, uscì nelle sale USA il 30 novembre 1919.